# Добре Витев
Добре или Добри Иванов Витев е български революционер, деец на Вътрешната македонска революционна организация.

## Биография
Роден е в град Куманово, тогава в Османската империя, днес в Северна Македония. Присъединява се към ВМРО и става нелегален след като е бит от ренегата на сръбска служба Мино Станков. Четник е в струмишката чета на Панделия Стоянов. Убит е през 1931 година като четник при Георги Спанчевски край Куманово.
В периода на Българското управление в Македония (1941 – 1944) в Куманово 39-а орлова дружина се казва „Добре Витев“. „Орле“ е подорганизация на „Бранник“ в прогимназиалните училища.
- Четата на Панделия Стоянов, Добре Витев (долу вляво)
- Четата на Георги Спанчевски, Добре Витев (горе вдясно)
- Възпоменателна картичка на Кумановското благотворително братство с портрети на загиналите в Кумановско дейци на ВМОРО и ВМРО Коста Нунков († 1905), Боби Стойчев († 1906), Мите Кокошински († 1911) и Добре Витев († 1931)